# Linyphia melanoprocta
Linyphia melanoprocta är en spindelart som beskrevs av Mello-Leitao 1944. Linyphia melanoprocta ingår i släktet Linyphia och familjen täckvävarspindlar. Inga underarter finns listade i Catalogue of Life.